# ویکی‌پدیای فریزلندی باختری
ویکی‌پدیای فریزلندی باختری نسخه زبان فریزلندی باختری وب‌گاه ویکی‌پدیا است.  زبان فریزلندی باختری تا ۱۹ اوت ۲۰۱۱ بابیش‌از ۲۱٬۲۰۰ مقاله در رده هفتادونهم ویکی‌پدیاها قرار گرفته‌است.